# I.DE.A Institute
I.DE.A Institute (Institute of Development in Automotive Engineering) var ett italienskt design- och produktutvecklingsbolag som verkade i Turin mellan 1978 och 2019.
Företaget startades av Franco Mantegazza och Renzo Piano. Bland medarbetarna återfanns bland andra Ercole Spada och Rudolf Hruska. I.DE.A hade uppdrag åt biltillverkare som Fiat, Lancia och Alfa Romeo.